# Minster (Ohio)
Minster és una població dels Estats Units a l'estat d'Ohio. Segons el cens del 2000 tenia 2.794 habitants.

## Demografia
Segons el cens del 2000, Minster tenia 2.794 habitants, 999 habitatges, i 748 famílies. La densitat de població era de 573,8 habitants/km².
Dels 999 habitatges en un 36,3% hi vivien nens de menys de 18 anys, en un 67,7% hi vivien parelles casades, en un 4,6% dones solteres, i en un 25,1% no eren unitats familiars. En el 23,7% dels habitatges hi vivien persones soles l'11,4% de les quals corresponia a persones de 65 anys o més que vivien soles. El nombre mitjà de persones vivint en cada habitatge era de 2,69 i el nombre mitjà de persones que vivien en cada família era de 3,22.
Per edats la població es repartia de la següent manera: un 29% tenia menys de 18 anys, un 6,5% entre 18 i 24, un 27,3% entre 25 i 44, un 19,4% de 45 a 60 i un 17,8% 65 anys o més.
L'edat mediana era de 37 anys. Per cada 100 dones de 18 o més anys hi havia 90,3 homes.
La renda mediana per habitatge era de 57.315 $ i la renda mediana per família de 66.176 $. Els homes tenien una renda mediana de 49.215 $ mentre que les dones 27.826 $. La renda per capita de la població era de 22.149 $. Aproximadament el 4,2% de les famílies i el 3,6% de la població estaven per davall del llindar de pobresa.

## Poblacions més properes
El següent diagrama mostra les poblacions més properes.